# فریتز شاخرمایر
فریتز شاخرمایر (انگلیسی: Fritz Schachermeyr; ۱۰ ژانویهٔ ۱۸۹۵ – ۲۶ دسامبر ۱۹۸۷) باستان‌شناس کلاسیک، و استاد دانشگاه اهل اتریش-مجارستان بود.